# Bitwa pod Grunwaldem (inscenizacja)

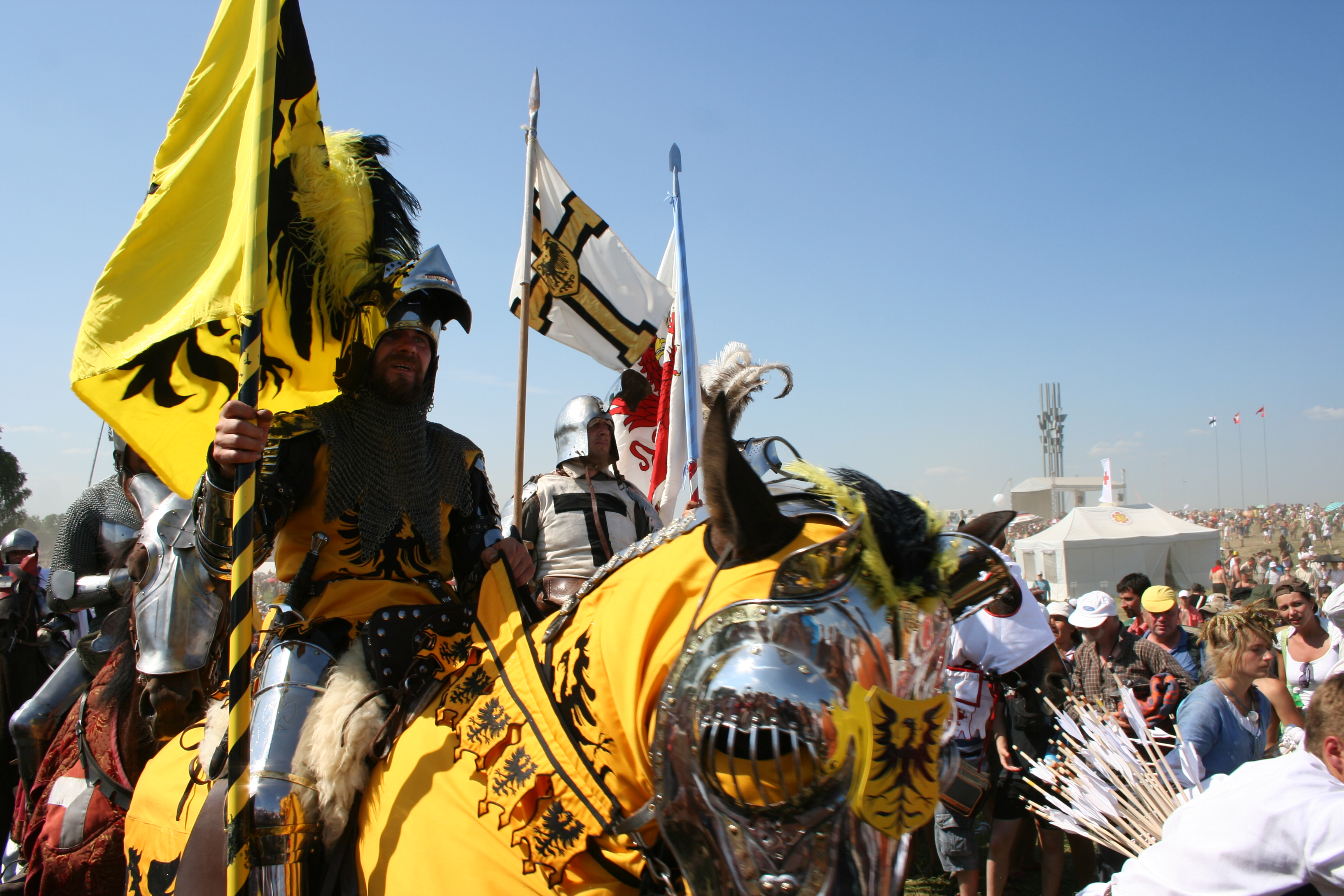
Pole bitwy z 1410 r. w trakcie obchodów 600-lecia bitwy

Inscenizacja bitwy pod Grunwaldem – rekonstrukcja historyczna przebiegu bitwy pod Grunwaldem, odbywająca się w lipcu, podczas kilkudniowych dni Grunwaldu. W imprezie bierze udział prawie 1,5 tys. rycerzy z Polski, Niemiec, Włoch, Francji, Finlandii, Czech, Słowacji, Węgier, Rosji, Białorusi, Ukrainy, a nawet Stanów Zjednoczonych. Ich starcie ogląda prawie 100 tys. widzów. Jest to największa historyczna impreza plenerowa w kraju. Dni Grunwaldu oraz inscenizacja bitwy odbywa się co roku od 1998.
Organizatorami części historycznej Dni Grunwaldu są: Krzysztof Górecki, reżyser i twórca scenariusza inscenizacji oraz Jacek Szymański, odtwórca roli króla Władysława Jagiełły. Jednym z inicjatorów, a jednocześnie głównych wykonawców inscenizacji (rola Ulricha von Jungingena) jest kasztelan Zamku w Gniewie – Jarosław Struczyński